# Club de Remo Ciudad de Santander
El Club de Remo Ciudad de Santander fue una asociación deportiva cántabra cuya actividad comenzó en 1988, y que perduró hasta 2011. Desde su fundación compitió en las principales regatas celebradas en la región, en todas las categorías y modalidades de banco fijo: baletes, trainerillas y traineras. Su palmarés es muy extenso, donde cabe destacar la consecución de títulos de España y varias regatas de gran importancia de traineras, como la Bandera de Santander o la Bandera Villa de Bilbao.

## Historia

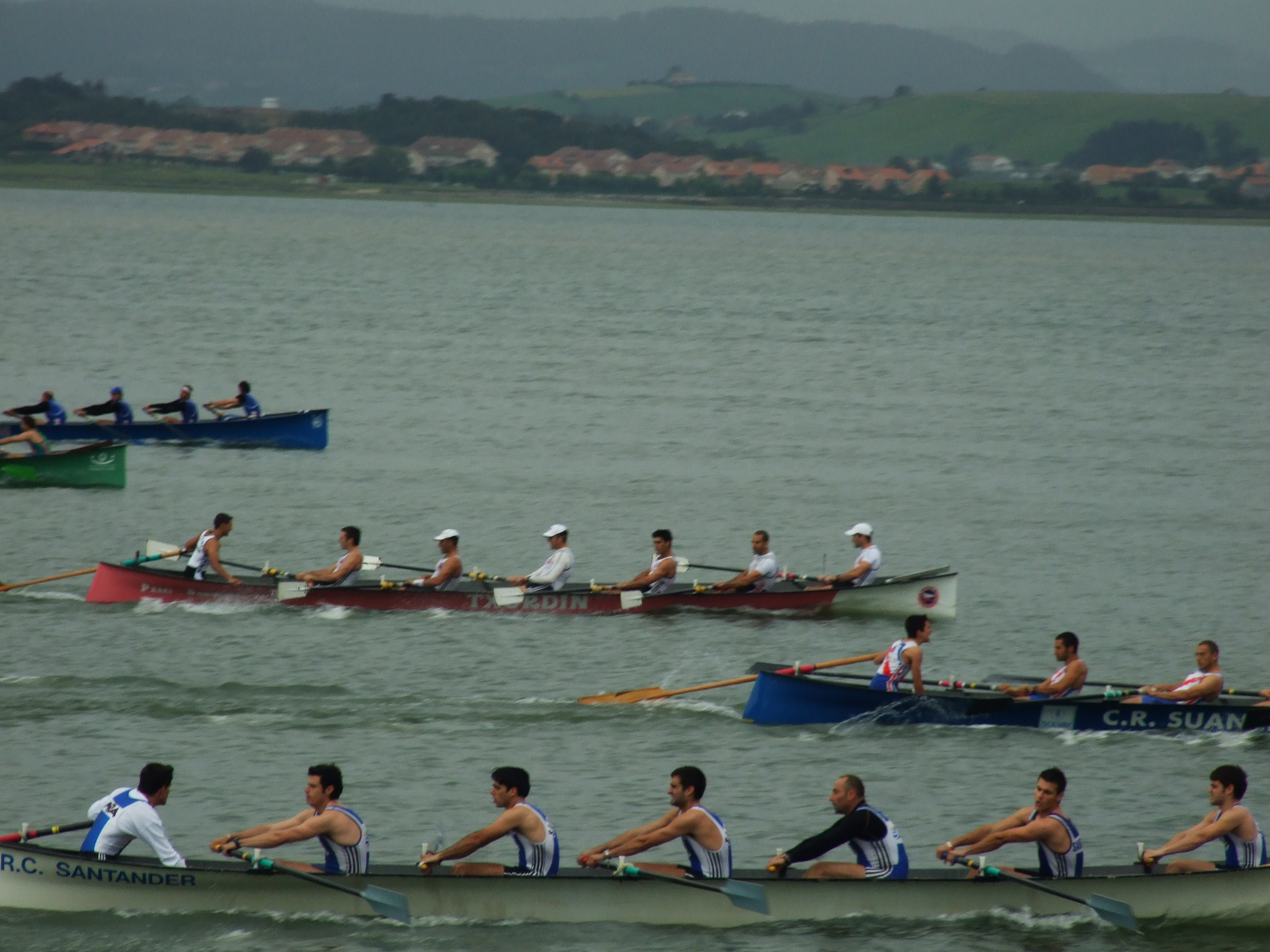
El CRC Santander en primer plano en el Regional de Cantabria de Trainerillas de 2007.

Este club de remo se fundó en 1988 en Santander con remeros provenientes de otros clubes como la Sociedad Deportiva de Remo Pedreña y ya en su primer año compitieron en pruebas de traineras.

### 2003 a 2005
Tras la marcha como entrenador de Carlos Aparicio se hace cargo de la trainera, el también remero, Carlos Rodríguez. En su primer año se adjudican la Bandera Sotileza así como la Bandera de Santoña al terminar la temporada. Al año siguiente se obtiene también la Bandera de Ciérvana y el patrocinio de Bocatta. En el año 2005, la trainera consigue el patrocinio de la empresa Apia XXI. En el aspecto deportivo y con Carlos Rodríguez otro año más como entrenador, se consigue la primera posición en la eliminatoria de Ondarroa para la Liga Federativa, además de ganar la Bandera de Santander.

### 2006
Este año fue el de la fundación de la Liga ARC, y por tanto hubo de disputar dos regatas clasificatorias para determinar la participación en el grupo 1 o el 2. Durante la pretemporada, en los descensos, Laredo se había mostrado superior y tras ellos, Pontejos y Camargo. Sin embargo en el primer día de clasificatoria ganó Laredo seguido de Santander a 11 segundos y en el mismo segundo Pontejos por detrás. Al día siguiente Camargo fue segundo y se clasificó, siendo Pontejos relegado al grupo 2, aunque más tarde Laredo ascendió a la Liga ACT por la descalificación de Astillero, y subió al grupo 1.
Durante el año se perdió el patrocinio en la trainera y se decidió remar con un logotipo que mostraba "Anunciese aquí". Poco tiempo después se consiguió que el "112 SOS Cantabria" fuese el patrocinador principal del barco.

### 2007

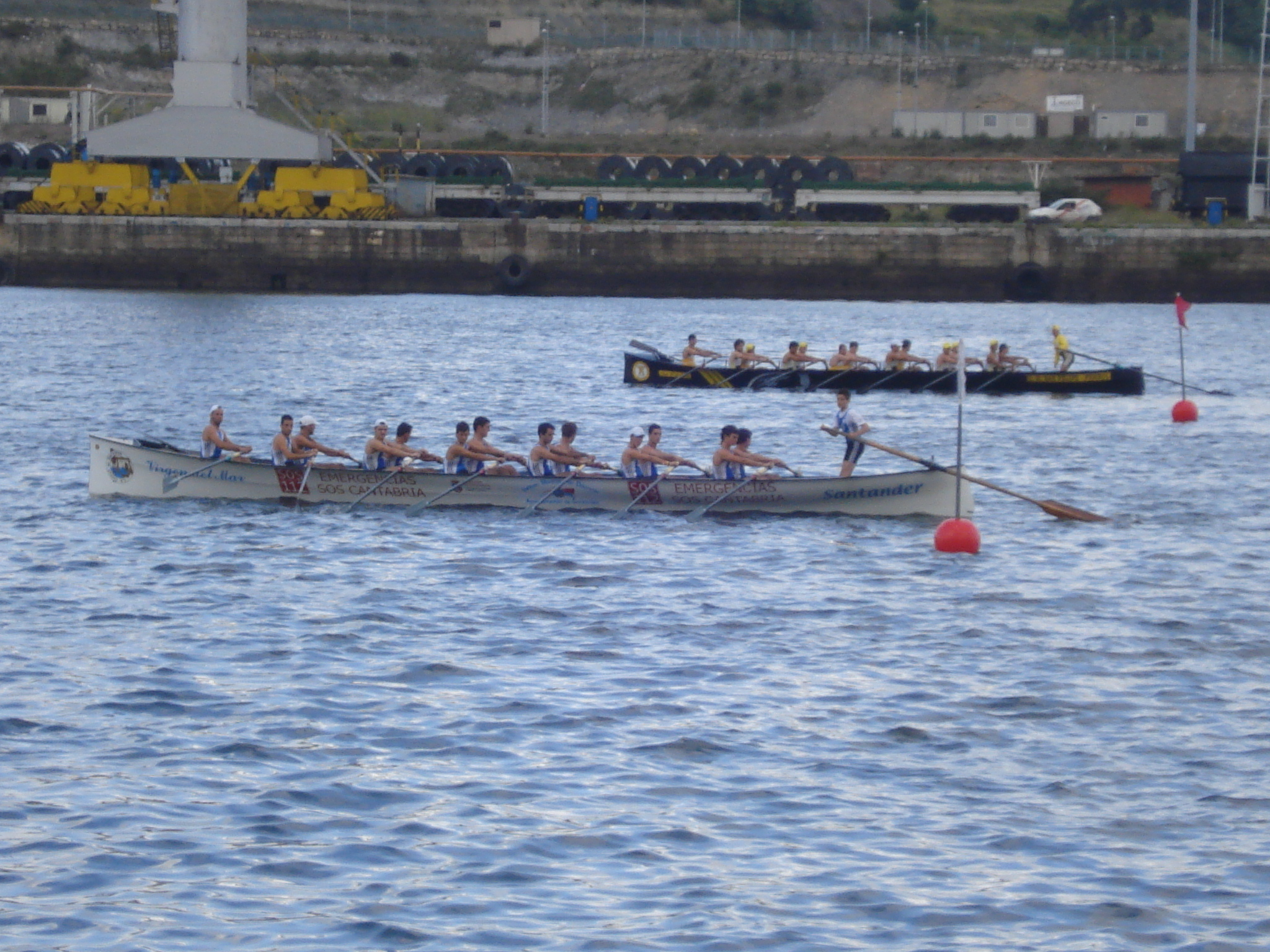
Regata Centenario Voz de Avilés.

Sin duda, el peor año del club fue el 2007 debido a la marcha de varios de sus componentes a otros equipos, lo que provocó que sólo se pudiese competir en bateles y trainerillas siendo finalmente 9 los componentes del equipo, que fueron insuficientes para completar la trainera para disputar la Liga ARC en el primer grupo.
Sin embargo, con la dirección de Fernando Icígar (entrenador de las categorías inferiores) durante el verano se pudo ver a la trainera en el agua con la ayuda de varios componentes seniors que no se fueron a otros clubes o volvieron para remar estas regatas y a varios juveniles del club. Se disputaron una regata de bateles, una de trainerillas y dos de traineras en Asturias.

### 2008
El año 2008 es un año difícil debido a la falta de remeros senior para disputar con garantías la Liga ARC. Ante estos hechos, la directiva toma varias decisiones, como el cambio de entrenador, Pedro Gutiérrez y la presentación de su proyecto, "Santander en boga". Tras una mala temporada en bateles y trainerillas el club vuelve a sacar su trainera en la segunda categoría de la Liga ARC.
Durante la temporada sufren algunos percances, como la no presentación a la regata celebrada en Guecho o un choque contra las rocas en la regata de La Maruca, que destrozó completamente la embarcación. Tras este choque la directiva obtuvo del Club de Remo de Castro Urdiales una trainera prestada para poder completar la temporada.
En 2011 su presidente decidió no participar en la Liga ARC por falta de apoyos, y se unió al Club de Remo La Maruca, que también había dejado de competir poco antes. Desde entonces, el club no ha vuelvo a competir.

## Otros datos
| Años | Entrenador              | Presidente         | Patrocinador                       |
| 1988 |                         | Ángel Velasco      |                                    |
| 1989 |                         | Ángel Velasco      |                                    |
| 1990 |                         | Ángel de los Arcos |                                    |
| 1991 | Vicente Korta           | Ángel de los Arcos | Cenavi                             |
| 1992 | José Manuel Bolado      | Ángel de los Arcos | Cenavi                             |
| 1993 | Pachi Hidalgo           | Ángel de los Arcos | Asociación Hostelería de Cantabria |
| 1994 | Pachi Hidalgo           | Ángel de los Arcos | Ningún patrocinador                |
| 1995 | Pachi Hidalgo           | Ángel de los Arcos |                                    |
| 1996 | Pachi Hidalgo           | Ángel de los Arcos | Cuétara                            |
| 1997 | Pachi Hidalgo           | Ángel de los Arcos |                                    |
| 1998 | Pachi Hidalgo           | Ángel de los Arcos |                                    |
| 1999 | Carlos Aparicio         | Ángel de los Arcos |                                    |
| 2000 | Carlos Aparicio         | Ángel de los Arcos |                                    |
| 2001 | Carlos Aparicio         | Ángel de los Arcos | MRA                                |
| 2002 | Carlos Aparicio         | Ángel de los Arcos | MRA                                |
| 2003 | Carlos Rodríguez        | Gestora            | Ningún patrocinador                |
| 2004 | Carlos Rodríguez        | J.A. San Miguel    | Bocatta                            |
| 2005 | Carlos Rodríguez        | J.A. San Miguel    | Apia XXI                           |
| 2006 | Carlos Rodríguez        | J.A. San Miguel    |                                    |
| 2006 | Nicolás Rodríguez       | José Ramón Saiz    | 112 SOS Cantabria                  |
| 2007 | Nicolás Rodríguez       | José Ramón Saiz    | 112 SOS Cantabria                  |
| 2008 | Pedro Gutiérrez Callejo | José Ramón Saiz    |                                    |
| 2009 | Alejandro Mantilla      | José Ramón Saiz    | Mercado de la Esperanza            |
| 2010 | Alejandro Mantilla      | José Ramón Saiz    | Mercado de la Esperanza            |

## Palmarés
Títulos nacionales

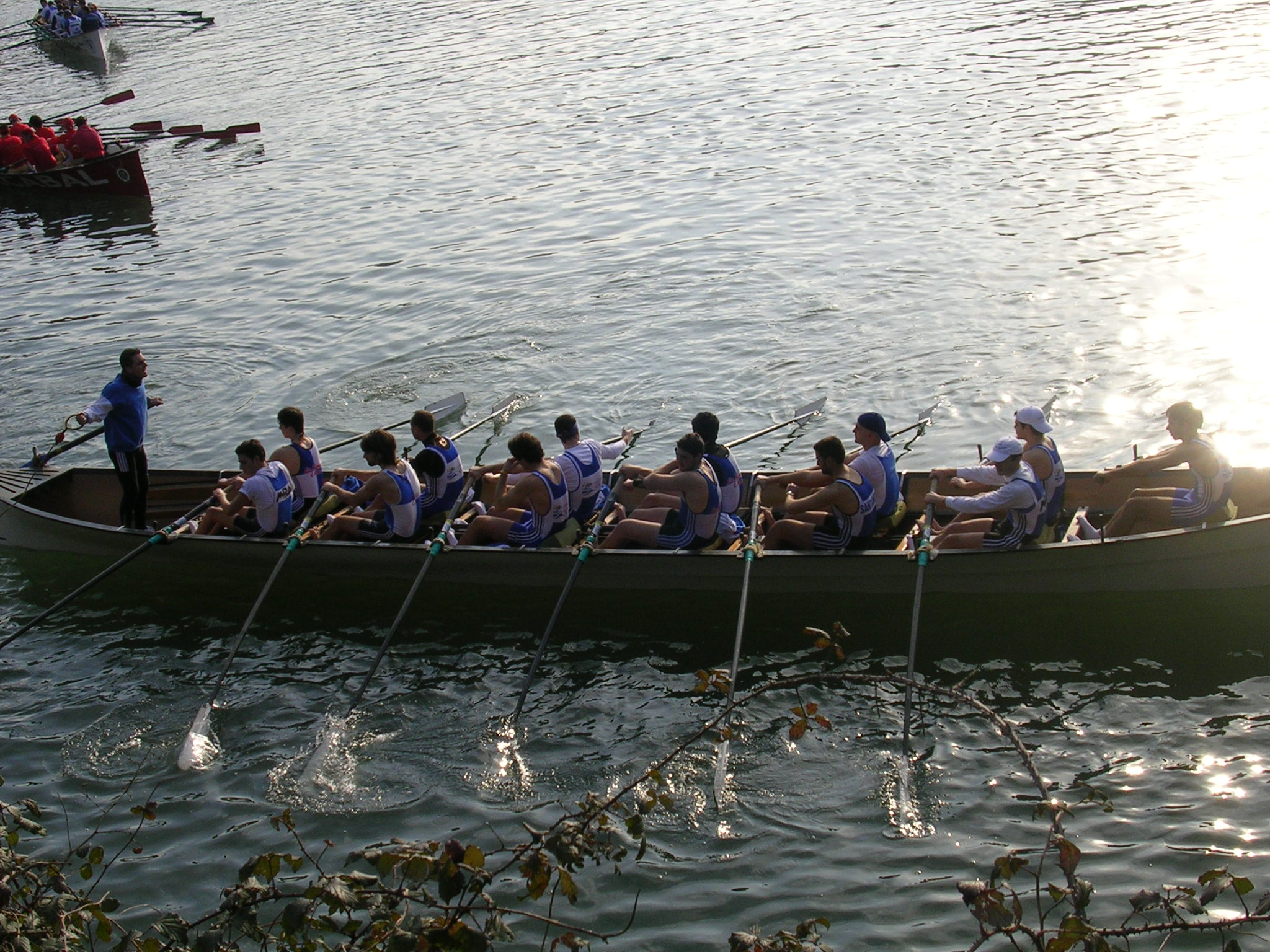
Descenso de Orio 2006.

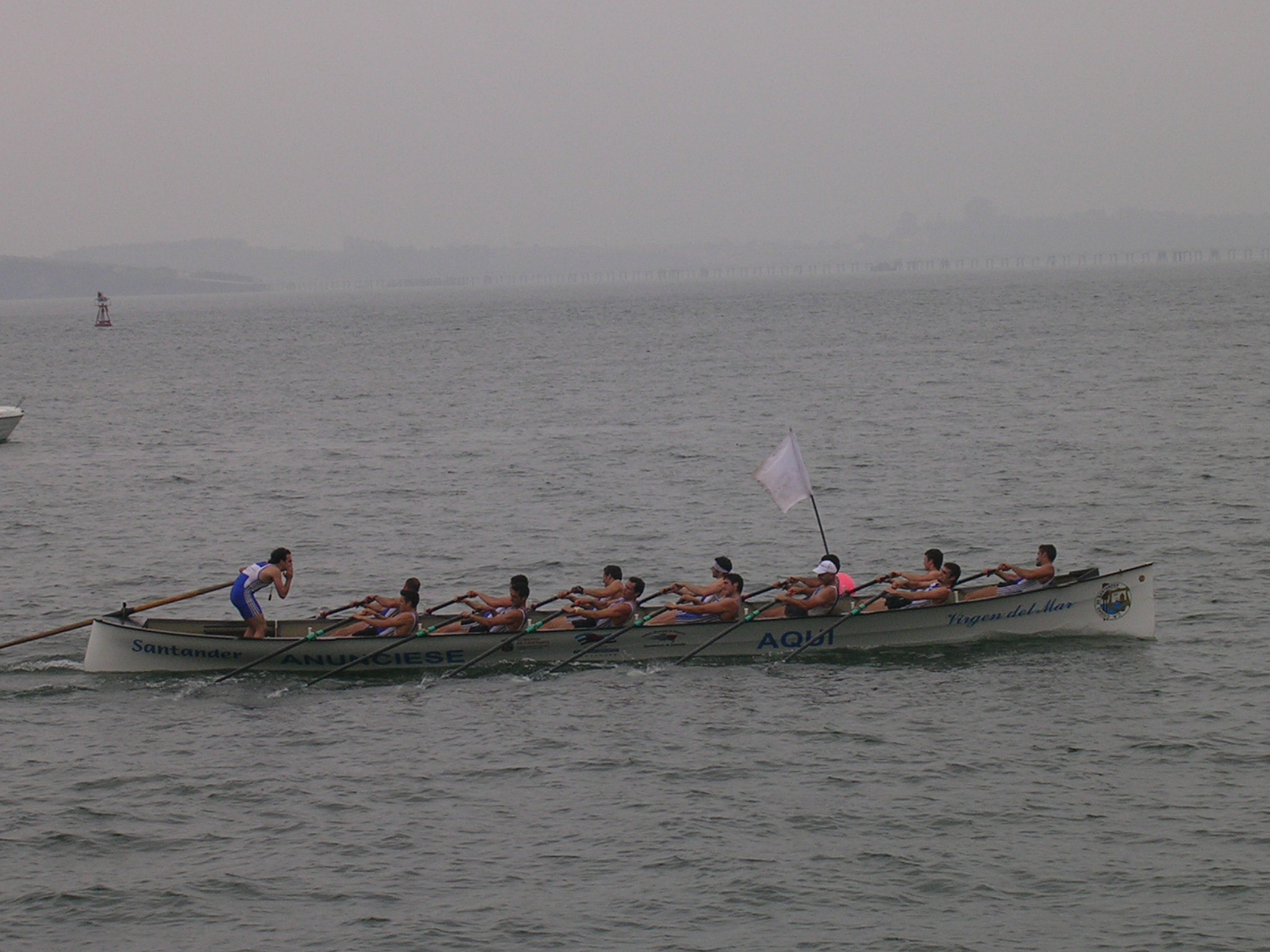
Regata Sotileza 2006.

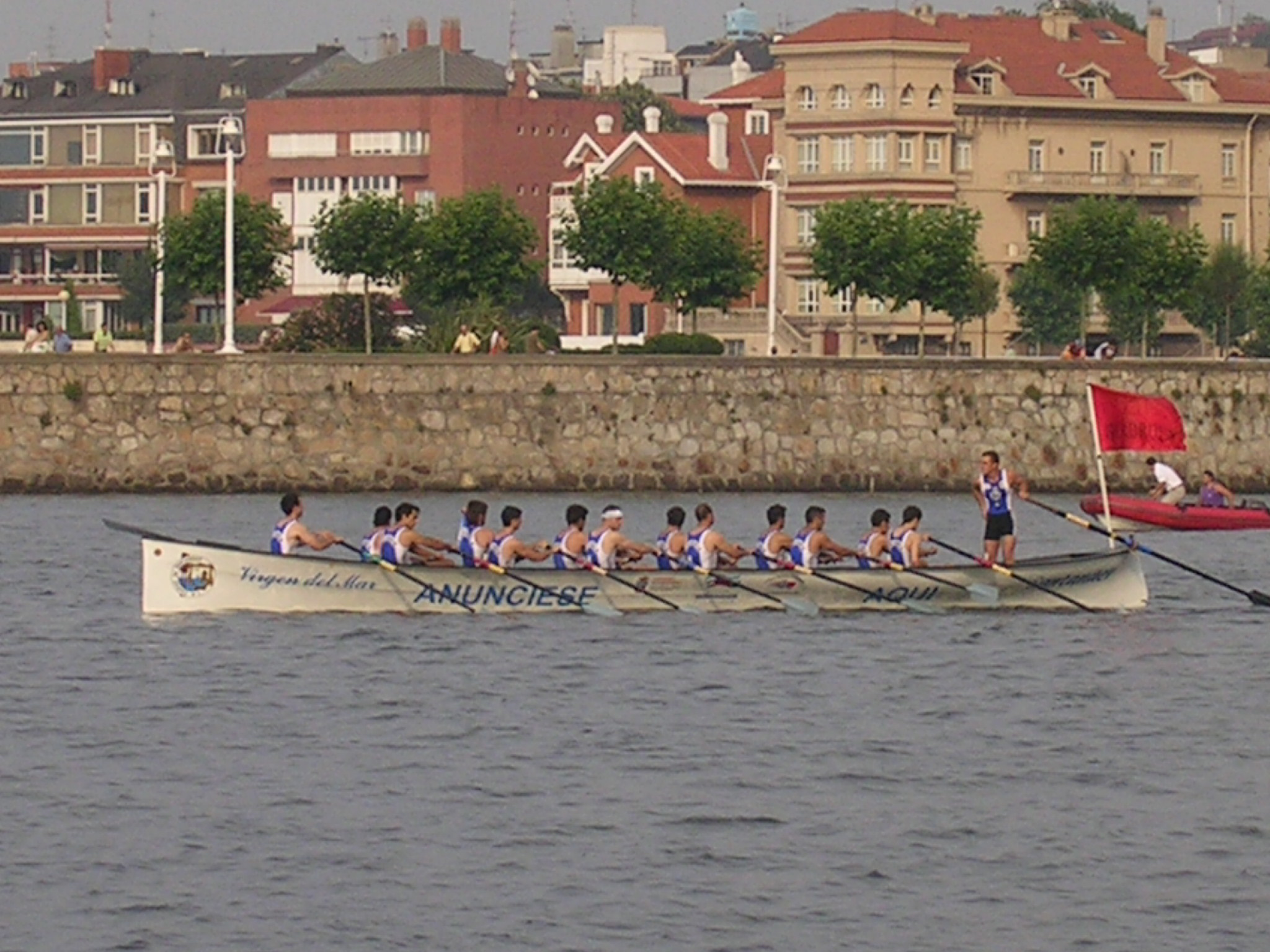
Regata de Santurce 2006.

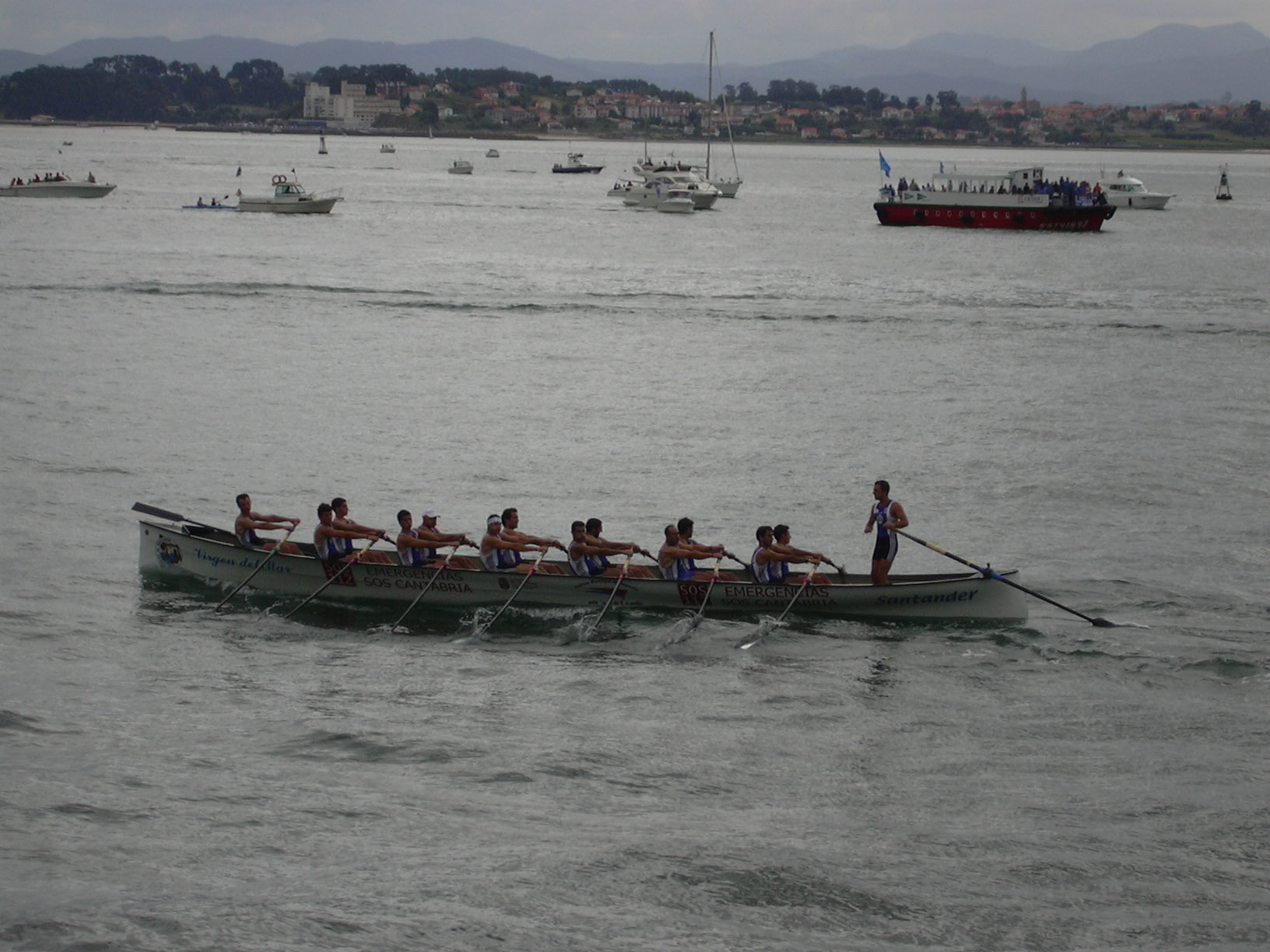
Regional de Cantabria de Traineras de 2006.

- Oro Campeonato España Trainerillas (2000)
- Bronce Campeonato España Traineras (Meira) (1993)
- Bronce Campeonato España Trainerillas (Guetaria) (1993)
- Bronce Campeonato España Bateles (1989)

Títulos regionales
- 6 veces Campeón Regional Traineras (1989, 1991, 1992, 1993, 1994 y 1997)
- 6 veces Campeón Regional de Trainerillas (1989, 1991, 1993, 1996, 1998 y 1999)
- 1 vez Campeón Regional Bateles (1999)

Banderas
- 8 Banderas Sotileza: 1989, 1991, 1993, 1995, 1996, 2000, 2001 y 2003.
- 2 Banderas Príncipe de Asturias: 1989 y 2002.
- 2 Banderas Diputación Regional de Cantabria: 1989 y 1990.
- 1 Bandera Ríos Berrazueta: 1989.
- 3 Banderas Ría de Requejada: 1989, 1990 y 1993.
- 2 Banderas de Llanes: 1990 y 1992.
- 1 Bandera de El Corte Inglés: 1991.
- 4 Banderas de Camargo: 1990, 1992, 1993 y 1994.
- 4 Banderas Bansander: 1991, 1993, 1997, 2000.
- 1 Bandera de Plencia: 1993.
- 2 Grandes Premios de Astillero: 1993 y 2001.
- 1 Regata del Nervión: 1993.
- 1 Bandera Villa de San Vicente: 1995.
- 2 Banderas de Suances: 1998 y 1999.
- 4 Banderas de Santander: 1999, 2000, 2001 y 2005.
- 1 Bandera Memorial Luis Valdueza: 1999.
- 1 Bandera Ría del Asón: 1999.
- 1 Bandera de Pedreña: 1999.
- 1 Bandera Caja Cantabria: 2000.
- 3 Banderas de La Maruca: 2000, 2001 y 2002.
- 1 Bandera Villa de Bilbao: 2000.
- 1 Bandera de Erandio: 2000.
- 1 Bandera Homenaje Jon Sasieta "Bilba": 2001.
- 1 Bandera Medio Ambiente "Limpiuco": 2001.
- 1 Bandera PRC: 2001.
- 2 Banderas de Santoña (2001 y 2003)En 2003 también el Memorial Ricardo Fernández Cardín
- 1 Bandera Memorial Ricardo Fernández "Cardín" (2001)
- 1 Bandera de Ur Kirolak: 2002.
- 1 Bandera de Ciérvana: 2004.
- 1º Eliminatoria de Ondárroa (2005)
- Clasificado en la Bandera de la Concha (San Sebastián) (1991 y 1993)